# Codename: Panzers – Phase One
Codename: Panzers – Phase One — компьютерная игра в жанре стратегии в реальном времени, первая часть из серии Codename: Panzers. Разработчик — StormRegion.

## Сюжет
Действия проходят во время второй мировой войны с 1939 по 1945 годы. В игре представлены три кампании за Германию, СССР и стран Союзников — США и Британскую империю. Сюжет завязан на боевых действиях, которые происходили в реальной жизни в это же время, где игрок как офицер одной из выбранных стран должен переломить ход войны в свою сторону. В немецкой кампании представлены боевые действия в Польше, Франции, на Балканах и в СССР. В советской кампании представлены сражения Великой Отечественной войны, начиная от битвы под Москвой и заканчивая штурмом Берлина. Кампания за союзников (США, Британия и Франция) предлагает принять участие в боях на Западном фронте от высадки в Нормандии до Арденнской операции. В игре представлены войска США, СССР, Германии, Британии, Франции, Польши и Югославии.

## Геймплей
Геймплей завязан на тактических действиях, где игрок управляет определённой группой войск, состоящей из отрядов пехоты, военной техники и вызовом воздушной поддержки по рации. Перед каждой миссией можно изменять состав группы под нужды и тактические предпочтения, на протяжении игры будет развиваться история каждого из четырех офицеров-танкистов, за советскую сторону Александра Владимирова, за немецкую Ганса фон Гребеля, за США Джеффри Самуэля Уилсона и за Британскую Империю Джеймса Барнса. В игре присутствует большое количество техники тех времён, таких так: Тигр I, Тигр II с немецкой стороны, Т-34, Т-34-85 с советской стороны и Шерман, M26 Першинг с американской, а также различные виды артиллерии, зенитных орудий, самолёты и гражданский транспорт. Живая сила имеет бесконечный боезапас, но у боевой техники боеприпасы ограничены и требуют починки и ресурсов (кроме станковых пулемётов).

## Оценки
| Сводный рейтинг | Сводный рейтинг |
| Агрегатор       | Оценка          |
| --------------- | --------------- |
| GameRankings    | 81,65 %         |